# Бруссиг, Кармен
Карме́н Бру́ссиг (нем. Carmen Brussig, 20 мая 1977, Лейпциг) — немецкая дзюдоистка-паралимпийка, обладательница многочисленных наград, в том числе золотых медалей на Летних Паралимпийских играх 2012 года и чемпионатах мира. Сестра-близнец Рамоны Бруссиг, также паралимпийской дзюдоистки.
Бруссиг родилась в Лейпциге с нарушениями зрения и выступала на соревнованиях категории B2. Её первое выступление на Паралимпийских играх произошло в 2008 году в Пекине, где она выиграла бронзовую медаль в весовой категории до 48 килограмм. Бруссиг проиграла в четвертьфинале российской дзюдоистке Виктории Потаповой, но выиграла утешительный бой против кубинки Марии Гонсалес, что принесло ей бронзу. Спустя четыре года, на Летних Паралимпийских игр 2012 года, Бруссиг заработала золотую медаль, одержав победу над Потаповой в четвертьфинале и над украинкой Юлией Халинской в полуфинале. Это впервые подняло Бруссиг до финала, где она встретилась с тайванькой Ли Кайлинь и одержала над ней победу. Защищая свой титул на играх 2016 года, она выиграла полуфинал против Халинской, но проиграла в финале китаянке Ли Лицин, заработав в итоге серебряную медаль.
Вне Паралимпийских игр карьера Бруссиг также складывалась успешно. С 2001 по 2014 год она выиграла восемь международных турниров, а также заработала шесть серебряных и три бронзовых медали. Бруссиг живёт в Швейцарии и участвует в национальных Швейцарских турнирах, занимая призовые места: с 2005 по 2014 год она выиграла восемь медалей. В 2015 году она выиграла мировой чемпионат в своей весовой категории в третий раз, повторив результат 2006 и 2007 годов.
Кармен на 15 минут старше своей сестры-близнеца, Рамоны Бруссиг, которая также занимается дзюдо и имеет многочисленные награды. На Летних Паралимпийских играх 2012 года в Лондоне, где Рамона выступала в весовой категории до 52 килограмм, сёстры выиграли золотые медали с разницей в 15 минут. Обе сестры входят в число наиболее перспективных кандидатов на медали для Германии на Летних Паралимпийских игр 2020 года, их тренировки получают существенную финансовую поддержку.
Бруссиг училась на кондитера, пока нарушения зрения не заставили её отказаться от этой карьеры.

## Результаты соревнований
На 2017 год:
Паралимпийские игры:
- 2008 — 3-е место
- 2012 — 1-е место
- 2016 — 2-е место

Чемпионаты мира:
- 2006 — 1-е место (сольно и в команде)
- 2007 — 1-е место (сольно и в команде)
- 2010 — 3-е место
- 2011 — 2-е место
- 2014 — 2-е место
- 2015 — 1-е место

Европейские чемпионаты:
- 2007 — 1-е место (сольно и в команде)
- 2009 — 3-е место (командное)
- 2009 — 2-е место
- 2011 — 3-е место
- 2013 — 2-е место
- 2015 — 2-е место

Немецкие чемпионаты:
- 2005 — 2-е место
- 2006 — 1-е место
- 2007 — 1-е место
- 2008 — 1-е место
- 2009 — 1-е место
- 2010 — 1-е место
- 2011 — 1-е место
- 2012 — 2-е место
- 2013 — 1-е место
- 2014 — 1-е место
- 2017 — 1-е место

Швейцарские чемпионаты:
- 2005 — 1-е место
- 2006 — 2-е место
- 2007 — 3-е место
- 2008 — 3-е место
- 2009 — 2-е место
- 2010 — 5-е место
- 2012 — 2-е место
- 2013 — 3-е место
- 2014 — 3-е место